# Administration nationale des produits médicaux
L'Administration nationale des produits médicaux (NMPA) (en chinois : 国家药品监督管理局) est l'agence chinoise chargée de la réglementation et de la surveillance des produits de santé et de beauté en Chine continentale. La NMPA est chargée de l'évaluation scientifique et technique des produits, de la délivrance des autorisations de mise sur le marché, de la surveillance et du contrôle en laboratoire, ainsi que de la mise en œuvre des systèmes de vigilance relatifs aux effets indésirables, aux incidents et aux risques.

## Histoire
Fondée sur la base de l'ancienne Administration nationale des aliments et des médicaments (SFDA). Dans sa première incarnation sous le nom de CFDA, la NMPA a remplacé un grand groupe de régulateurs qui se chevauchaient pour une entité semblable à la Food and Drug Administration (FDA) des États-Unis, rationalisant ainsi les processus de réglementation de la sécurité des aliments et des médicaments. 
La NMPA dépend directement du Conseil d'État de la Chine, chargé de la supervision globale de la gestion de la sécurité des aliments, des aliments naturels et des cosmétiques et qui est l'autorité compétente en matière de réglementation des médicaments en Chine continentale.
Le 10 juillet 2007, Zheng Xiaoyu, l'ancien chef de l'Administration nationale des aliments et des médicaments de Chine, est exécuté pour avoir accepté des pots-de-vin de diverses entreprises en échange de licences d'État liées à la sécurité des produits.
En mars 2013, l’organisme est élevé au rang d'agence de niveau ministériel. Le siège est situé dans le district de Xicheng, à Pékin.

## Enregistrement des dispositifs médicaux
Le NMPA est responsable de l'enregistrement des dispositifs médicaux pour le marché chinois. Tous les dispositifs médicaux sont classés en fonction de leur risque selon trois classes :
- Pour les dispositifs médicaux de la classe I : des tests de produits sont parfois requis.
- Pour les dispositifs médicaux de classe II : des tests de produits sont toujours requis et des essais cliniques sont parfois nécessaires.
- Pour les dispositifs médicaux de la classe III : les tests de produits sont toujours requis.

## Normes et réglementations
Le système de réglementation des dispositifs médicaux est fondé sur des règlements émis par le Conseil d'État, des ordonnances et des documents de la NMPA qui fournissent des règles détaillées pour enregistrer les dispositifs médicaux et la pratique des licences. Les essais de type des dispositifs médicaux doivent être établis sur la norme nationale chinoise ou au moins sur une norme industrielle. Le système fait l'objet de modifications et d'ajustements fréquents. En octobre 2013, plus de 104 nouvelles normes industrielles sont publiées.

## Performance
Cent nouveaux médicaments ont été approuvés entre 2001 et 2016, soit environ un tiers du nombre de médicaments approuvés dans la plupart des pays occidentaux. Les délais d'approbation sont réduits de six à sept ans à deux ou trois ans et les données des essais cliniques à l'étranger sont désormais acceptées.